# Achetaria
Achetaria – rodzaj roślin z rodziny babkowatych (Plantaginaceae). Obejmuje 7 gatunków występujących w tropikach Ameryki Południowej, w większości występując w rejonie brazylijskiego wybrzeża między Bahia i Espírito Santo.

## Systematyka
Pozycja według APweb (aktualizowany system APG III z 2009)
Jeden z rodzajów plemienia Gratioleae z rodziny babkowatych (Plantaginaceae) z rzędu jasnotowców (Lamiales) należącego do dwuliściennych właściwych.
Wykaz gatunków
- Achetaria bicolor Pennell
- Achetaria erecta (Spreng.) Wettst.
- Achetaria floribunda (Benth.) Kuntze
- Achetaria guianensis Pennell
- Achetaria latifolia V.C.Souza
- Achetaria ocymoides (Cham. & Schltdl.) Wettst.
- Achetaria scutellarioides (Benth.) Wettst.